# Карнавал (телесериал)
«Карнавал» (англ. Carnivàle) — американский телесериал, действие которого происходит в Соединённых Штатах Америки во времена Великой депрессии и Пыльного котла. Описывая жизни двух в корне различных групп людей, эта всеобъемлющая история изображает битву между добром и злом, а также борьбу между свободой воли и судьбой. Сюжетная линия сочетает христианское учение с гностицизмом и масонством, и в особенности — с рыцарями-тамплиерами. Сериал снимался в городе Санта-Кларита и других местах Южной Калифорнии.
«Карнавал» был выпущен телеканалом HBO и транслировался два сезона, с 14 сентября 2003 года по 27 марта 2005 года. Автором идеи телесериала был Дэниел Науф, который также стал исполнительным продюсером, совместно с Рональдом Д. Муром и Говардом Кляйном. Специально для «Карнавала» музыку написал Джефф Бил. Ник Стал и Клэнси Браун сыграли главные роли Бена Хоукинса и брата Джастина Кроу, соответственно.
Первоначальные рецензии хвалили стиль сериала, но сомневались в правильности подхода к оформлению сюжета. Первый эпизод «Карнавала» определил свой круг зрителей, оказавшийся рекордным для оригинального сериала на канале HBO, но он не смог удержать высокие рейтинги при показе второго сезона и был закрыт после 24 эпизодов, таким образом, сократившись от запланированных шести сезонов до двух. В 2004 году «Карнавал» получил пять наград «Эмми», а в течение 2004—2006 годов — свыше 10 номинаций на «Эмми» и многочисленные другие номинации и награды.

## Сюжет
Действие сериала «Карнавал» происходит во время Великой депрессии и серии пыльных бурь в период 1934—1935 годов и включает в себя две основные сюжетные линии, которые постепенно сходятся. Первая описывает молодого человека по имени Бен Хоукинс (Ник Стал) с необыкновенными исцеляющими способностями, который присоединяется к путешествующему цирку «Карнавал», когда тот проезжает мимо его дома в Милфэе, штат Оклахома. Спустя некоторое время у Бена начинаются сюрреалистичные сны и видения, которые приводят его на путь человека по имени Генри Скаддер, бродяги, столкнувшегося с «Карнавалом» за много лет до этого и, по всей видимости, обладающего необычными способностями, схожими со способностями Бена.
Вторая сюжетная линия вращается вокруг напоминающего отца Кофлина методистского проповедника брата Джастина Кроу (Клэнси Браун), живущего со своей сестрой Айрис в Калифорнии. Он разделяет пророческие сны Бена и постепенно осознаёт всю степень своих неземных сил, которые покоряют людей и превращают их грехи и наиболее дурные поступки в ужасающие видения. Уверенный в том, что делает работу Бога, брат Джастин полностью посвящает себя своим религиозным обязанностям, не осознавая, что его неизбежная расплата в лице Бена Хоукинса и «Карнавала» неотвратимо приближается.

## Производство

### Концепция
Дэниел Науф задумал первоначальный вариант сценария для сериала в период между 1990 и 1992 годами, когда почувствовал недовольство своей работой агента по медицинскому страхованию в Калифорнии и начал мечтать о карьере сценариста. Он всегда интересовался карнавалами и заметил, что эта тема редко упоминалась в кинематографе. Получившаяся история и её подход к цирковым уродцам были в значительной степени основаны на личном опыте Науфа, выросшего рядом с отцом-инвалидом, который так и не стал полноценным членом общества.
Науф назвал сценарий предполагаемого полнометражного фильма «Карнавал», используя необычное написание слова для более экзотического впечатления (Carnivàle вместо английского общепринятого варианта Carnival). Науф прописал как основные повороты, так и особые детали сюжета, всё развитие истории вплоть до финальной сцены. Однако, получившийся 180-страничный сценарий по величине в два раза превышал стандартный сценарий полнометражного фильма. Науф же считал его слишком коротким и хотел дописать, чтобы добиться закономерного развёртывания фабулы, поэтому он отложил сценарий как свою первую пробную попытку. Между тем, все другие сценарии были отбракованы голливудскими студиями, часто будучи «слишком странными».
В середине 1990-х годов Науф встретил несколько писателей из Гильдии сценаристов телевидения, которые уговорили его переделать сценарий «Карнавала» в телевизионный сериал. Науф превратил первое действие фильма в пилотный эпизод сериала, но, не имея связей в телебизнесе, был вынужден вновь отложить проект и вернуться на свою постоянную работу. Спустя несколько лет, осознав, что его карьера страхового агента не развивается, Науф решил дать последний шанс своей первой пробе пера, выставив пилотный эпизод на личном сайте. Спустя некоторое время Скотт Уинант, общий друг Науфа и Говарда Кляйна, переслал сценарий последнему. После нескольких встреч и переговоров Кляйн почувствовал уверенность, в том, что «Карнавал» может стать одним из лучших эпизодических телевизионных сериалов за последние несколько лет. Тогда Кляйн обратил внимание Криса Альбрехта и Кэролин Штраусс из HBO на готовящийся проект, и оба немедленно присоединились к нему. Однако, телеканал посчитал Науфа слишком неопытным в телевизионном бизнесе, чтобы позволить ему распоряжаться бюджетом, и назначила Рональда Д. Мура ответственным за сериал. (Науф всё же занял место Мура после первого сезона, когда тот покинул проект ради ремейка сериала «Звёздный крейсер „Галактика“»).
Пилотный эпизод, снятый за двадцать один день, послужил основой для дополнения запланированных сюжетных линий. Длительные творческие обсуждения между сценаристами и телеканалом привели к переносу съёмок второго эпизода на четырнадцать месяцев. Главным изменением стало дополнение новых данных к сюжетной линии брата Джастина. Брат Джастин изначально был задуман как периодически появляющийся персонаж зрелого проповедника, который лучше постоянного персонажа. Однако после внимательного прочтения предварительной версии пилотного эпизода Науф и продюсеры решили, что в телесериале нет места для увеличения роли Джастина. Тогда было решено сделать брата Джастина обычным методистским священником в маленьком городе, задержавшимся там примерно на один или два года. Увеличение роли брата Джастина открыло новые возможности, и был создан дополнительный персонаж — его сестра Айрис. Меньшие изменения коснулись сюжетной линии Бена Хоукинса — ему добавили семью стриптизёров. Консультант «Карнавала» поднял настроение продюсерам, обратив внимание на свои исследования по семьям, управляющим стриптиз-шоу в 1930-х годах.

### Формат
Сюжет «Карнавала» первоначально был запланирован как трилогия из трёх частей по два сезона каждый. Этот замысел был внезапно нарушен каналом HBO, отменившим шоу после первых двух сезонов. Каждый сезон состоит из двенадцати эпизодов.
Выпуск пилотного эпизода «Карнавала» на HBO принёс пользу по многим причинам. Поскольку телеканал не зависел от выгод рекламных пауз, у создателей сериала была художественная свобода разнообразить длительность каждого эпизода. Почти все эпизоды длятся в среднем 54 минуты каждый, но эпизоды «Insomnia» и «Old Cherry Blossom Road», длятся 46 и 59 минут соответственно. HBO выделил бюджет приблизительно в 4 миллиона долларов на каждый эпизод, гораздо больше, чем получал любой другой телесериал. Это увеличило стоимость «Карнавала» и позволило провести сравнительно широкий отбор актёров, съёмки на натуре, а также развивать сюжет, его глубину и атмосферу.

### Отражение исторической действительности
Постановка пыльных бурь 1930-х годов в сериале потребовала значительных исторических исследований и консультаций специалистов, чтобы придать убедительность сценам, которая стала возможной благодаря решительной финансовой поддержке HBO. В результате критики высоко оценили постановку сериала, назвав его «безупречным», «захватывающим», а также «абсолютно потрясающим зрелищем». В 2004 году «Карнавал» получил четыре премии «Эмми» за лучшую работу художника-постановщика, лучшую операторскую работу, лучший дизайн костюмов и лучшее парикмахерское искусство.
Чтобы передать ощущение сухой и пыльной среды Пыльного котла, на съёмочную площадку через трубы под напором воздуха постоянно подавались дым и земля. Одежда актёров была изорвана и измазана грязью, притом, что только за первый сезон в съёмках участвовало около 5 тыс. переодетых людей. Команда создателей слушала музыку и радио 1930-х годов и читала старые голливудские журналы, чтобы верно постичь музыку, язык и жаргон того исторического периода. У декорационно-художественной группы была обширная библиотека старых справочников, в том числе оригинал каталога «Сирс» 1934 года, которые приобретались на блошиных рынках и в антикварных магазинах. В сериал были включены элементы Восточной Европы, откуда родом были некоторые из персонажей, а также азиатские мотивы, связанные с историей брата Джастина. Помимо мистических элементов шоу, консультант по истории считал, что историческая точность «Карнавала» в отношении образа жизни и одежды персонажей, их пищи, жилья, машин и всего быта должна быть максимальной.

### Места съёмок
Сцены внутри помещений снимались на студии Santa Clarita Studios в городе Санта Кларита, тогда как съёмки на натуре проходили на площадках Южной Калифорнии. Сцены в вымышленном калифорнийском городе Минтерне, в котором происходит развитие истории брата Джастина и его сестры Айрис в первом сезоне, снимались на большой натурной съёмочной площадке Paramount Movie Ranch в Малибу. Съёмки «Карнавала» проходили на большой территории Южной Калифорнии, передвигаясь по натурным съёмочным площадкам до Ланкастера, так как должны были обеспечить иллюзию движения карнавала по штатам Оклахома, Техас и Нью-Мексико. Во втором сезоне постоянным местом расположения карнавала стала студия Big Sky Movie Ranch, которая также была новым домом брата Джастина в вымышленном Нью-Канаане.

### Вступительные титры
Вступительные титры к «Карнавалу» были разработаны компанией по визуальным эффектам и дизайну A52, расположенной в Лос-Анджелесе, а музыку специально для сериала написали Венди Мелвойн и Лиза Коулмэн. В 2004 году титры получили премию «Эмми» в номинации «Лучший дизайн вступительных титров».
Производственная команда компании A52 стремилась «создать такие вступительные титры, которые перенесли бы зрителей в середину 1930-х годов, но при этом позволили максимально почувствовать присутствие добра и зла во все времена». Затем, в начале 2003 года, компания предоставила свои разработки руководителям «Карнавала», которые сочли эту работу наиболее подходящей для общей идеи сериала. В выбранную разработку вошли отсканированные копии знаменитых произведений искусства, каждое из которых по размеру весило около 300 МБ. Полученные изображения обработали в программе «Photoshop» и оцифровали. Последним шагом стало формирование видеоклипов, которые затем скомпоновали в общий видеоряд вступительных титров.
Вступительные титры начинаются с падения колоды карт Таро в песок. Затем камера приближается к каждой карте и проходит сквозь неё в другое место, наполненное пластами из произведений искусства и видеозаписей широко известных событий эпохи Великой депрессии, затем камера возвращается к другой карте и повторяет порядок действий несколько раз. Титры заканчиваются, когда камера передвигается от карты «Суд» к картам «Луна» и «Солнце», отождествляемым с Дьяволом и Богом, соответственно, но внезапно ветер развевает все карты, и на лежащем под ними песке открывается художественно оформленная надпись «Carnivàle».
Исторические видеоматериалы состоят из записей члена Ку-клукс-клана с ребёнком, Бенито Муссолини, Вячеслава Молотова и Иосифа Сталина, Джесси Оуэнса, Бейба Рута, демонстрантов Армии солдатской надбавки, подходящих к Капитолию, а также Франклина Рузвельта и его сына Джеймса.

### Музыка
В сериале важное место отводится инструментальной музыке, которую написал Джефф Бил, и значительному количеству популярных и малоизвестных песен 1920-х и 1930-х годов — того времени, когда происходит действие. Основную тему сериала написали Венди Мелвойн и Лиза Коулмэн, а 7 декабря 2004 года звукозаписывающей компанией Varèse Sarabande был выпущен альбом саундтреков к «Карнавалу», включающий заглавную тему и несколько избранных тем, написанных Джеффом Билом, который также обнародовал музыку из второго сезона сериала на своём личном сайте. Полный список композиций есть на официальном сайте HBO.
Музыкальное сопровождение к сериалу, написанное Джеффом Билом, в основном, состоит из элементов акустической электронной музыки, но иногда их разбавляют ритмичные мотивы блюграсса, создающие особую атмосферу. Большее количество струнных сопровождается меньшим ансамблем из гитар, фортепиано, скрипок, виолончелей и труб. Иногда в музыке принимали участие национальные инструменты, такие как банджо, губная гармоника, укулеле и дудук.
Благодаря тому, что HBO не ограничивал бюджет отдельных эпизодов, музыка в сериале разрабатывалась с учётом поворотов сюжета каждой серии. У каждого персонажа, начиная с первого эпизода, были свои лейтмотивы, определяющиеся отдельными музыкальными инструментами, выбранными с учётом биографии или личных особенностей героя. У некоторых персонажей, чьё знакомство выявлялось в последующих сериях, умышленно вводились схожие музыкальные темы.
Различная музыка преднамеренно представляла два различных мира. Мир брата Джастина олицетворяла исполненная оркестром музыка с включениями религиозных напевов и инструментов. С другой стороны, музыкальное сопровождение странствующего карнавала было более разрушительным и мистическим, особенно когда карнавал проезжал через пыльные бури и заброшенные города. Для сцен карнавала, происходящих рядом со стриптиз-шоу или в больших городах, была выбрана современная популярная музыка, блюз, фолк и этническая музыка. Одной из самых запоминающихся песен в сериале стал песня 1920-х годов «Love Me or Leave Me», исполненная Рут Эттинг, которую использовали в нескольких сериях для тематической связки персонажей.

## В ролях
Действие сериала «Карнавал» происходит во время Пыльного котла 1930-х годов и вращается вокруг медленно сходящихся сюжетных линий странствующего цирка и калифорнийского проповедника. Помимо 17 основных актёров, заявленных в первом сезоне, 15 второстепенных принимали участие в съёмках цирковой сюжетной линии. Второй сезон насчитывал 13 актёров в главных ролях, дополненных несколькими второстепенными персонажами. Хотя такое большое количество ролей сделало шоу более дорогостоящим, сценаристы имели возможность проявить большую гибкость в написании фабулы. Биографии большинства персонажей были разработаны ещё до начала съёмок «Карнавала», но сцены из них не были сняты в сериале, поэтому зрители могли узнать о героях только то, что упоминалось в сюжете.
Список актёров первой сюжетной линии в первом сезоне возглавил Ник Стал, сыгравший главного героя Бена Хоукинса, молодого фермера из Оклахомы, примкнувшего к странствующему цирку. Майкл Дж. Андерсон исполнил роль карлика Самсона, руководителя карнавала. Тим Дикей изобразил Клейтона «Джонси» Джонса, калеку, помощника Самсона. Патрик Бошо сыграл слепого прорицателя Лодза, а Дебра Кристофферсон — его любовницу, бородатую леди Лилу. Дайан Сэлинджер исполнила роль парализованной гадалки Аполлонии, а Клеа ДюВалл изобразила её дочь Софи, читающую судьбу по картам Таро. Актриса Эдриенн Барбо стала заклинательницей змей Руфи, а актёр Брайан Тёрк — её сыном, силачом Гэбриелом. Джон Флек сыграл роль человека-ящерицы Геко, Кэрайн и Сара Стебен изображали сиамских близнецов Александрию и Каладонию, а Мэттью Макгрори — великана. Семью Дрейфуссов из стриптиз-шоу сыграли Тоби Хасс в роли Феликса «Стампи», Синтия Эттинджер в роли Риты Сью и Карла Галло в роли их дочери Либби. Второстепенную роль второй дочери Доры Мэй Дрейфус исполнила Аманда Эдэй. Загадочного Генри Скаддера в нескольких сериях играл Джон Сэвидж, голосом таинственной Организации говорила Линда Хант. Во главе актёров второй сюжетной линии стоит Клэнси Браун, исполнивший роль главного отрицательного героя сериала — методистского священника брата Джастина Кроу. Эми Мэдиган сыграла роль его сестры Айрис. Роберт Непер присоединился к актёрскому составу в роли успешного радиоведущего Томми Долана позднее, а Ральф Уэйт исполнил второстепенную роль преподобного Нормана Бальфуса, наставника брата Джастина. Второстепенную роль Элеанор Макджилл, прихожанки, посвятившей себя служению брату Джастину после того, как увидела своими глазами его силы, сыграла актриса Кей Кэллан.
Во втором сезоне в актёрском составе произошло несколько изменений, некоторые из которых планировались с начала сериала. Джон Флек, Кэрайн Стебен и её сестра Сара последний раз появились в сериале в финале первого сезона, в то время как персонажи Патрика Бошо и Дайан Сэлинджер из разряда основных перешли в разряд гостевых. Роль Ральфа Уэйта, наоборот, из второстепенной стала главной. Также было введено несколько новых второстепенных персонажей, главными из которых стали Джон Кэррол Линч в роли сбежавшего заключённого и Бри Уокер в роли Сабины, женщины-скорпиона.

### Подбор актёров
Подход к кастингу сериала должен был дать возможность найти самых подходящих доступных актёров, чтобы показать как можно более правдивых персонажей и меньше прибегать к помощи спецэффектов и грима. У руководителей кастинга Джона Папсидеры и Венди О’Брайен благодаря предыдущим проектам уже был опыт набора физически неполноценных актёров. Продюсеры предпочли набрать актёров, не имеющих в глазах зрителей крепких ассоциаций с другими проектами, но были готовы на некоторые исключения, например, взяв актрису Эдриенн Барбо на роль Руфи.
Для процесса отбора актёров основой стал сценарий к пилотному эпизоду сериала, он же показал критерии для последующих дополнительных кастингов и привёл к возникновению разногласий между продюсерами и создателями «Карнавала» относительно актёров на главные роли Бена, брата Джастина и Софии. Персонаж Бена всегда задумывался как лидер и главный герой сериала, в то же время обладающий юношескими, наивными и антигероическими качествами, и кандидатура Ника Стала имела полное единодушное согласие среди продюсеров. Софи в сценарии был описана как иноземная цыганка, и Клеа ДюВалл, так же как и Ник Стал, являющаяся киноактрисой, получила роль только после четырёх прослушиваний. Тима ДиКея взяли на роль «Джонси», так как продюсеры считали, что он лучше всего может сыграть бейсболиста того периода, выглядящего «очень по-американски». Одним из немногих актёров, которых взяли без прослушиваний и проб, стал Майкл Дж. Андерсон в роли Самсона, так как Дэниел Науф хотел его взять в свой сериал ещё с первой встречи.

## Мифология
Хотя в каждом эпизоде сериала «Карнавал» описывается отдельная история с новыми декорациями, все серии являются частью общей истории борьбы добра против зла, которая достигает кульминации и разрешается в конце второго сезона. Пилотный эпизод начинается с пролога, рассказывающего о «творении света и творении тьмы» (также известных как воплощения), рождающихся «в каждом поколении», чтобы сразиться в финальной битве. «Карнавал» не показывает прямо, что его персонажи являются воплощениями, и делает сущность предполагаемых воплощений центральной темой повествования. Критики верили в то, что Бен — творение света, а брат Джастин — творение тьмы.
Через персонажей, а также в свете исторических событий, таких как Пыльный котёл и первые ядерные испытания, тема добра и зла в сериале воплощает современные представления о религии, христианском духовно-рыцарском ордене тамплиеров и предсказаниях на картах Таро. Сценаристы ещё до начала съёмок сериала провели предварительную работу по сбору информации в исторических архивах, созданию биографий персонажей и генеалогических связей между ними, но многие подсказки и ключи, задуманные в сериале, остались незамеченными зрителями. В то время как Рональд Д. Мур был уверен, что «Карнавал» стал самым запутанным сериалом на телевидении, Дэниел Науф убеждал критиков, что «Карнавал» был задуман прежде всего как требующий глубокого внимания сериал с большим количеством подтекста и допускал, что «вы можете не понимать всего, что там происходит, но можете быть уверены, что всё в этом сериале имеет несомненный смысл». Во время и после показа двух сезонов сериала в сети для поклонников Науф давал подсказки относительно мифологической структуры «Карнавала», а через два года после отмены шоу предоставил фанатам краткую справку по созданию первого сезона.
Мэтт Роуш из журнала TV Guide назвал «Карнавал» «безупречным сериалом для тех, кто считает „Твин Пикс“ слишком открытым и понятным». The Australian утверждал, что «Карнавал» «кажется сделанным в преимущественно литературных выражениях», которые «иногда могут работать в книге, но не смотрятся на большом экране, не говоря уже о маленьком. Это почти как библейские заповеди с претензией на телевидение». Обозреватель признался, что у него возникало искушение назвать первый сезон «Карнавала» «слишком вычурным и заумным», так как недостаток заинтересованности не дал ему понять, «какого чёрта там происходит, и это может стать проблемой для драматического телесериала». Тем не менее, TV Zone назвал «Карнавал» «сериалом, не похожим ни на что другое, в котором свобода толкования увиденного, как ни удивительно, стала одной из самых сильных его сторон». «Карнавал» хвалили за то, что он показывал «безысходность Великой депрессии в жизни» и стал первым телесериалом, продемонстрировавшим «абсолютные страдание и горе», но критики не были уверены, что зрители будут считать «медленно разворачивающуюся грусть» интересной слишком долго или что у них найдутся терпение и выносливость для того, чтобы узнать смысл сериала.

## Закрытие сериала и его будущее
В то время, когда телеканал HBO продлевал сериалы на один сезон за раз, третий сезон «Карнавала» означал бы открытие новой двухсезонной части шестилетнего плана Дэниела Науфа, включающего введение новых сюжетных линий для старых и новых персонажей, а также прояснение и развитие мифологии сериала. Поклонники считали продолжение съёмок «Карнавала» самим собой разумеющимся, но в начале мая 2005 года в Интернет просочилась информация о закрытии сериала. Телеканал подтвердил слухи об отмене 11 мая 2005 года. Президент HBO Крис Альбрехт заявил, что телеканал рассматривал другое решение при условии, если продюсеры согласятся на снижение стоимости каждого эпизода до 2 млн долларов, но возросшие затраты на расширенный актёрский состав, съёмки «все на одном месте» и количество серий в сезоне были слишком огромны, и продюсеры не смогли дать согласие.
Закрытие сериала привело к тому, что некоторые сюжетные линии оказались неоконченными, и разгневанные постоянные зрители начали посылать жалобы и организовали кампанию в пользу продления шоу. Это стало причиной того, что за одни выходные на электронный адрес компании пришло свыше 50 тыс. писем. Создатель сериала Дэниел Науф был убеждён в неэффективности подобных мер и объяснил зрителям, что предлагаемые варианты, такие как продажа «Карнавала» для создания продолжения сериала конкурирующему телеканалу невозможна, так как сценарий и персонажи шоу принадлежат HBO. В то же время Науф не терял надежды на то, что увидев достаточно серьёзную поддержку поклонников, телеканал пересмотрит будущее сериала и даст возможность выпустить продолжение в другом формате. Но поскольку у Науфа было слишком много неиспользованного сюжетного материала, он сам не поддержал идею завершить «Карнавал» трёхчасовым фильмом.
Науф не дал разрешения на выпуск для поклонников подробных конспектов планируемых сценариев, объяснив это тем, что его истории являются также результатом совместной работы сценаристов, режиссёров и актёров. Несмотря на это, он с продюсерами рассказал несколько основных подробностей ближайшей судьбы главных героев, которые в финальном эпизоде второго сезона остались в ситуациях, предопределяющих их будущее. Также Науф предоставил подробную информацию, касающуюся основных вымышленных законов природы, которые сценаристы не смогли в полной мере изучить в течение двух сезонов. Вместе с тем в июне 2007 года впервые обширная работа по подробному описанию предысторий персонажей попала в руки публики. Проводя аукцион по сбору средств, Науф выставил в качестве лота так называемый «Pitch Document», сводное изложение первого сезона «Карнавала». Этот документ был им написан с 2002 по 2003 год, чтобы позволить сценаристам и студии понять основные идеи планируемого сценария сериала, и объяснял многие загадки «Карнавала».

## Реклама и продажи

### Реклама перед показом
Согласно имеющимся сведениям, HBO вложил в рекламу «Карнавала» столько же, сколько в другие свои сериалы, идущие в прайм-тайм, но нетрадиционный и запутанный сюжет заставил телеканал отойти от привычных методов маркетинга. Рекламные ролики, записанные на CD-диски, вложили в выпуски журнала Entertainment Weekly, чтобы привлечь внимание к высокому качеству сериала. Тридцатисекундные телевизионные блоки рекламы начали показываться на национальном, кабельном и местном телевидении за четыре недели до премьеры «Карнавала», вместо привычных семи дней. В печатных рекламных изданиях, на которых были изображены все 17 главных героев, окруживших цирковой фургон, умышленно подчеркнули исторический фон сериала. Изображение сопровождала надпись, отражающая главный лейтмотив «Карнавала» — тему добра и зла: «В каждом поколении рождается создание света и создание тьмы». Эти меры должны были укрепить положительные отзывы критиков. А чтобы обеспечить начальные высокие рейтинги, телеканал поставил первые эпизоды сериала по времени сразу же после серий финального сезона популярного шоу «Секс в большом городе». Благодаря всем действиям, «Карнавал» собирал обширную зрительскую аудиторию на протяжении всего показа.

### Игры
Гадание на картах Таро вдохновило на создание персонализированных интерактивных онлайн-игр для подачи «Карнавала» в Интернете. Официальный сайт HBO, совместно с RealNetworks, представили «FATE: The Carnivàle Game» — игру, доступную для скачивания в условно-бесплатном режиме и покупки. Официальный сайт компании Movie Network, в свою очередь, представил интерактивную онлайн-игру «Уиджа».

### DVD
Первый сезон «Карнавала» был выпущен в 1-м регионе в широкоэкранном формате на шести дисках в подарочной упаковке 7 декабря 2004 года, за месяц до начала второго сезона. В издание, распространяемое компанией HBO Home Video, вошло три аудиокомментария и документальный фильм о создании сериала. Внешний футляр комплекта для первого региона был сделан из плотного картона, чтобы походить на книгу. Издания такой же комплектации, но менее сложного содержания и оформления, были выпущены во 2-м регионе 3 июля и в 4-м регионе 11 мая 2005 года.
Второй сезон «Карнавала» был выпущен в широкоэкранном формате на шести дисках в подарочной упаковке в 1-м регионе 18 июля, во 2-м — 7 августа, а в 4-м — 3 октября 2006 года. Все издания распространялись компанией HBO Home Video и включали в себя три аудиокомментария, интервью с актёрами и продюсерами со съёмочной площадки, документальный фильм о мифологии сериала и четыре видеоотрывка о концепции, идее, вдохновившей создателей, и производственном процессе. Упаковка осталась такой же, как и у изданий первого сезона в каждом регионе, но в отличие от них версии для 2-го и 4-го региона являлись переконвертацией из формата NTSC в формат PAL, это привело к заметному снижению качества видео в тёмных сценах из-за недостаточной глубины цвета и слишком высокой контрастности.
На русском языке DVD с сериалом официально не выпускались.

## Реакция

### Рейтинги
«Карнавал» транслировался на телеканале HBO по воскресеньям в 21:00 на протяжении всех двух сезонов. Пилотный эпизод «Milfay», вышедший 14 сентября 2003 года, собрал аудиторию в 5,3 млн зрителей. На тот момент это стало лучшим дебютом оригинального сериала на телеканале HBO, отчасти вызванным идущим перед «Карнавалом» сериалом HBO «Секс в большом городе». 21 марта 2004 года рекорд был побит телесериалом HBO «Дедвуд», дебютировавшим сразу после «Клана Сопрано» и собравшим у экранов 5,8 млн зрителей.
Ко второму эпизоду «Карнавала» телевизионная аудитория сократилась до 3,49 млн зрителей и держалась примерно на этом уровне до конца первого сезона. Последняя серия сезона вышла 30 ноября 2003 года, собрав 3,5 млн зрителей. Среднее количество телезрителей первого сезона составило 3,54 млн человек, а семейный рейтинг — 2,41.
В начале второго сезона телевизионная аудитория упала на две трети и составила 1,81 млн человек. Больше рейтинг не поднимался до высокого уровня первого сезона и, несмотря на эксперименты создателей в финале, зрительская аудитория, посмотревшая последнюю серию 27 марта 2005 года, составила всего 2,40 млн человек. В среднем по сезону количество телезрителей составило 1,7 млн человек, что не предотвратило неизбежного закрытия сериала.

### Рецензии критиков
В начале показа «Карнавал» получал положительные отзывы, хотя критики отмечали, что его своеобразные сюжет и персонажи могут помешать успеху у большей части зрительской аудитории. Телевизионный редактор Daily Variety Джозеф Адалиан предсказал, что «сериал получит в основном положительные отзывы, но некоторых отпугнёт чрезмерная таинственность шоу». Фил Галло из Variety описал «Карнавал» как «абсолютное визуально потрясающее зрелище с убедительным изображением причудливых персонажей, но, к сожалению, слишком медленным развитием событий», а Эрик Дегганс из St. Petersburg Times высказал предположение о том, что «это выглядит так, как будто руководители элитного кабельного телевидения захотели узнать, до какого момента можно затянуть сюжет, чтобы зрители начали швырять свои пульты в экраны телевизоров». Джеймс Поньевозик из Time назвал первые три эпизода «Карнавала» такими же «разочаровывающими», как и «завораживающими». Аманда Мюррей из BBC сказала: «Раскрывают так мало, что почти невозможно вынести верный вердикт сериалу — либо он будет просто хорошим, или станет великим».
После выхода «Карнавала» на DVD у критиков появилась возможность оценить сериал полностью. В то время как игра актёров, работа костюмеров, художников-постановщиков и операторов по-прежнему оценивалась высоко, некоторые обозреватели не одобрили результат работы сценаристов, в особенности, над первым сезоном, назвав сценарий «временами захватывающим дух, а временами — просто скучным». Другие рецензенты обратили внимание на то, что «Карнавал» может «потребовать от своих зрителей больше, чем многие привыкли вкладывать. Тем, кто смотрел его недостаточно внимательно, проще напустить на себя важный вид и назвать сериал чрезмерно загадочным и вводящим в заблуждение». Сюжет «Карнавала» очень долгий и сложный, «и если вы будете смотреть сериал не с начала, вы окончательно запутаетесь». Несмотря ни на что, критик сайта IGN.com Мэтт Казамассина в двух отзывах высоко оценил шоу, сказав, что «превосходно сюрреалистический» первый сезон «поражает непрогнозируемыми перипетиями сюжета и вспышками ужаса», а в «выдающемся» втором сезоне «лучшая фантазия, лучшее окружение, лучшая эпоха — всё то, на что должен осмелиться любой сериал, чтобы выдержать конкуренцию».
Значительная часть отзывов провела аналогию между «Карнавалом» и мистическим сериалом Дэвида Линча 1990-х годов «Твин Пикс», в котором так же участвовал актёр Майкл Дж. Андерсон. Науф не отрицал стилистической связи между сериалами и, со своей стороны, проводил параллель с книгой Джона Стейнбека «Гроздья гнева». Когда основное внимание критиков привлёк телесериал «Остаться в живых», некоторые события в нём сравнивали с мифологическими приёмами повествования в «Карнавале».
Спустя годы после закрытия сериала критики так и не сошлись во мнениях. Алессандра Стэнли из австралийской газеты The Age вспоминала «Карнавал» как «интеллектуальный масштабный сериал, в котором необычные персонажи в непривычной обстановке сняты изобретательно и даже с изяществом, но никогда не опускаются до связей обычной сериальной драмы». Брайан Лоури из Variety запомнил сериал, как «чрезвычайно мрачную фантазию», наказанный впоследствии за «свои собственные мрачность и экстравагантность». The A.V. Club включил неожиданный конец «Карнавала» в список неотвеченных вопросов на телевидении и назвал сериал «поразительно насыщенным с глубокой, но нарушенной мифологией».
Журнал «Афиша» включил «Карнавал» в «50 лучших сериалов всех времён» и назвал сериал «гибридом стивен-кинговской „Тёмной башни“ c фильмами Алехандро Ходоровски (только красивей)», а Алекс Экслер отметил, что хотя в начале «затянуто и скучновато», с развитием сюжета «смотришь и не можешь остановиться».

### Поклонники
Подобно прочим культовым шоу, у «Карнавала» появилось значительное количество преданных поклонников. Фанаты называли себя «Carnis» или «Rousties» (циркачи) — заимствованными из сериала словами. Массовые обсуждения комплексности и глубоких слоёв мифологии «Карнавала» заполонили специально создающиеся для этого фанатские сайты, несмотря на то что дебаты велись и на несвязанных с темой форумах. Создатель сериала Дэниел Науф принимал активное участие в дискуссиях поклонников, предлагая связанные с сюжетом и мифологией подсказки. Также, ещё до общения с прессой, он объяснил причины закрытия «Карнавала», написав сообщение на сайте. По данным на сентябрь 2007 года, он по-прежнему общался с поклонниками сериала и с периодической регулярностью писал сообщения на сайтах «Карнавала».
Спустя год после отмены сериала фанаты организовали крупномасштабную встречу, названную CarnyCon 2006 Live!, которая прошла с 21 по 23 августа 2006 года в Вудленд-Хиллз, Калифорния. Многие члены съёмочной группы, приехав на собрание поклонников, участвовали в общих дискуссиях. Конференция была записана на видео и выставлена на продажу на DVD.

### Награды и номинации
Несмотря на достаточно непродолжительный двухсезонный показ, «Карнавал» получил многочисленные награды и номинации. В 2004 году первый сезон сериала был номинирован на 7 премий «Эмми», из который получил 5: «Лучшая работа художника-постановщика в снятом одной камерой сериале» и «Лучший дизайн костюмов в сериале» за первый эпизод «Milfay», «Лучшая операторская работа в снятом одной камерой сериале» за эпизод «Pick A Number», «Лучшее парикмахерское искусство в сериале» за эпизод «After the Ball Is Over» и «Лучший дизайн вступительных титров». В 2005 году второй сезон «Карнавала» номинировался на премию «Эмми» 8 раз, но не получил ни одной награды.
Сериал получил и другие премии и номинации. Вот некоторые из них:
- Победы — две премии «Artios Award» за «Лучший подбор актёров для телевидения» и «Лучший пилотный эпизод в драматическом сериале» (2004)[80]
- Победа — премия «VES Award» за «Лучшие специальные эффекты в телевизионной программе, музыкальном клипе или коммерции» (2004)[81]
- Победа — премия «Costume Designers Guild Award» за «Превосходный дизайн костюмов для телевидения — Эпоха/Фантазия» (2005)[82]
- Номинации — две премии «Golden Reel Awards» (2003)[83]
- Номинации — две премии «Сатурн» (2004)[84]
- Номинации — две премии «VES Awards» (2004)[81]
- Номинация — премия «Costume Designers Guild Award» (2005)[82]

### Международная реакция и показы в других странах
Президент HBO, не вдаваясь в детали, охарактеризовал «Карнавал» как «небольшой сериал, не предназначенный для иностранной аудитории». Однако критики предположили, что причиной этому стали загадочная и недоступная для понимания случайного зрителя мифология в сериале. Как бы то ни было, некоторые иностранные телеканалы купили «Карнавал», а зарубежные каналы HBO демонстрировали сериал в других странах. Также за рубежом распространялись издания шоу на DVD.
В списке представлены страны и регионы, в которых демонстрировался сериал (в скобках указан телеканал, по которому показывалось шоу):
- Азия (HBO Asia)
- Латинская Америка (HBO Latin America)
- Центральная Европа (HBO Central Europe)
- Австралия (ABC1)
- Бельгия (Canvas и Acht)
- Босния и Герцеговина (RTRS)
- Бразилия (SBT и HBO Brasil)
- Великобритания (FX и Sky Atlantic)
- Германия (Fox Channel)
- Греция (Star Channel)
- Израиль (Yes+)
- Ирландия (TG4)
- Италия (Jimmy)
- Канада (The Movie Network)
- Нидерланды (VPRO)
- Новая Зеландия (TV2)
- Норвегия (NRK2)
- Португалия (SIC Radical)
- Россия (НТВ, Домашний и AMEDIA PREMIUM)
- Румыния (Pro TV и HBO Romania)
- Саудовская Аравия (MBC Action)
- Словения (RTV Slo)
- Турция (CNBC-e)
- Финляндия (Nelonen [Channel4])
- Франция (Canal Jimmy) под названием «La Caravane de l'étrange»
- Хорватия (HRT)
- Швеция (Canal+ Scandinavia и SVT)
- ЮАР (M-Net)

## Судебный процесс
9 июня 2005 года писатель Джефф Бергквист подал иск в федеральный окружной суд США. Он обвинил создателей «Карнавала» в краже идеи для сериала из его неопубликованного романа «Бьюла» — причудливой драмы, которая описывает путешествие карнавала во время Великой депрессии, и работу над которой Бергквист вёл с 1980-х годов. Бергквист требовал публичного признания и возмещения убытков, аргументируя их тем, что HBO и создатель «Карнавала» Дэниел Науф нарушили его авторские права на «Бьюлу», но HBO и Науф опровергли предъявленные обвинения, найдя их «абсолютно не стоящими внимания». Дело уладили по взаимной договорённости без признания каких-либо задолженностей и закрыли 17 февраля 2006 года.